# Município de Emmons (condado de Davidson, Carolina do Norte)
O município de Emmons (em inglês: Emmons Township) é um localização localizado no  condado de Davidson no estado estadounidense da Carolina do Norte. No ano 2010 tinha uma população de 7.243 habitantes.

## Geografia
O município de Emmons encontra-se localizado nas coordenadas 35° 43′ 15,74″ N, 80° 07′ 21,79″ O.